# Young Lust
«Young Lust» (del inglés, Lujuria Juvenil) es una canción escrita por Roger Waters y David Gilmour, grabada y publicado por la banda de rock progresivo Pink Floyd, lanzado el 30 de noviembre de 1979, cómo parte del álbum "The Wall" y en la película "Pink Floyd: The Wall.".

## Composición
Young Lust es una canción de hard rock influenciada por un blues. Está compuesta en Em y dura aproximadamente 3 minutos, 25 segundos de duración. El vocalista principal de la canción es David Gilmour, exceptuando la parte en que Roger Waters canta una segunda voz en el estribillo. La canción tiene un distintivo sonido Hard Rock que se considera como una de las pocas de ese género escritas por ellos.
La precede Empty Spaces en el álbum, y la sigue One of My Turns.
La línea de guitarra usada en el final del segundo verso fue luego usada después del último solo de guitarra de "Learning to Fly" en las grabaciones en vivo de Delicate Sound of Thunder, A Passage of Time (1994 en Turín, Italia (Stadio delle Alpi)) y P*U*L*S*E.

## Trama
Así como las otras canciones de The Wall, "Young Lust" cuenta una parte de la historia de "Pink", el protagonista del álbum. Pink se ha convertido en una estrella de rock, la cual siempre está lejos de su casa debido a su demandante estilo de vida. Él comienza a invitar groupies a su habitación entre cada concierto, sin ver a su esposa en meses.
El final de la canción es un diálogo entre Pink y una operadora telefónica; es en este punto en que se da cuenta de que su esposa había tenido un amante desde hacía un tiempo, y su desmoronamiento mental comienza a ir más rápido. El diálogo con la operadora era el resultado de un arreglo que el coproductor James Guthrie había hecho con un vecino en Londres durante la grabación del álbum en Los Ángeles. Él pensaba que el operador tenía que creer que él había encontrado a su esposa con otro hombre, así que no le informó a la operadora que estaba siendo grabada. Las primeras dos operadoras que Guthrie grabó parecieron no darle importancia al caso; la tercera es la que aparece en el álbum.

## Versión fílmica
Unas groupies seducen a los guardias para llegar a una fiesta con Pink. Una groupie le pide a Pink un autógrafo, pero él se va a su cuarto de hotel, mientras la groupie lo sigue. Una de las groupies que no habla (la que no deja su pecho desnudo) es interpretada por Joanne Whalley.
En la película, la llamada telefónica en la que Pink se entera de que su esposa lo engaña, ocurre antes de Young Lust en lugar de al final. Lo cual implica una ligera diferencia: en el álbum él no le es fiel durante su gira, haciéndolo ver como un hipócrita, pero en la película el solo invita a la groupie luego de enterarse de que su esposa ya no lo amaba, lo cual muestra al personaje de forma más comprensiva.

## Personal
- David Gilmour - guitarras, vocalista líder.
- Nick Mason - batería
- Roger Waters - voz secundaria, bajo eléctrico.
- Richard Wright - órganos, piano eléctrico.
- Chris Fitzmorris - voz masculina en el teléfono.

## Versión de Bryan Adams
La estrella de Rock canadiense ganadora del Premio Grammy Bryan Adams hizo un cover de la canción durante el show masivo de Roger Waters de The Wall en Berlín, Alemania.[4] La versión de Bryan se hizo popular y llegó al número #7 en los Mainstream Rock Tracks.[5] Su versión es aún popular entre sus fanes. Su performance fue adherida al canal oficial de Bryan en YouTube.[6] Originalmente escenificada, filmada y grabada en Potsdamer Platz, Berlín, Alemania, el 21 de julio de 1990.